# Ewa Smal
Ewa Smal (ur. 19 czerwca 1949 w Berlinie) – polska montażystka filmowa.
Dwukrotna laureatka Nagrody za montaż na Festiwalu Polskich Filmów Fabularnych w Gdyni i laureatka Polskiej Nagrody Filmowej, Orzeł w kategorii najlepszy montaż (ponadto trzykrotnie nominowana do tej nagrody). Członkini Polskiej Akademii Filmowej. W 2016 odznaczona Brązowym Medalem "Zasłużony Kulturze Gloria Artis".

## Wybrana filmografia
jako montażystka:

- Krótki film o zabijaniu (1987)
- Krótki film o miłości (1988)
- Korczak (1990)
- Europa Europa (1990)
- Pierścionek z orłem w koronie (1992)
- Samowolka (1993)
- Tato (1995)
- Dzieci i ryby (1996)
- Sara (1997)
- Ajlawju (1999)
- Dzień świra (2002)
- Show (2003)
- Wszyscy jesteśmy Chrystusami (2006)
- Ogród Luizy (2007)
- Baby są jakieś inne (2011)

## Nagrody i nominacje
- 1993 – Nagroda za montaż filmu Samowolka na Festiwalu Polskich Filmów Fabularnych w Gdyni
- 1995 – Nagroda za montaż filmu Tato na Festiwalu Polskich Filmów Fabularnych w Gdyni
- 2000 – nominacja do Polskiej Nagrody Filmowej, Orzeł za montaż filmu Ajlawju
- 2003 – nominacja do Polskiej Nagrody Filmowej, Orzeł za montaż filmu Dzień świra
- 2007 – Polska Nagroda Filmowa, Orzeł za montaż filmu Wszyscy jesteśmy Chrystusami
- 2009 – nominacja do Polskiej Nagrody Filmowej, Orzeł za montaż filmu Ogród Luizy